# Otso Pietinen

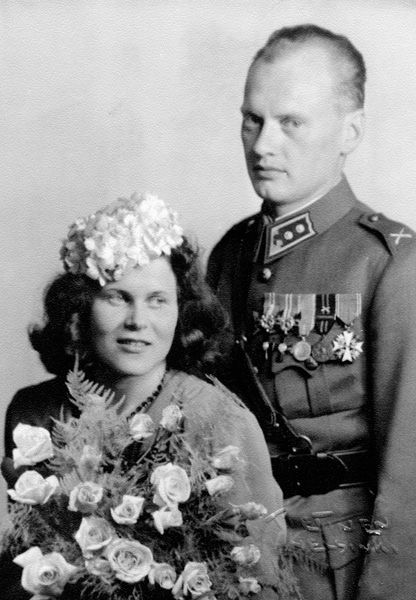
Eila Hiltunen och Otso Pietinen (1944).

Otso Aarne Pietinen, född 19 september 1916 i Petrograd, död 25 september 1993 i Helsingfors, var en finländsk fotograf. Han ingick 1944 äktenskap med Eila Hiltunen.
Pietinen arbetade 1938–1946 i en av fadern Aarne Pietinen grundad fotofirma och var 1946–1976 verkställande direktör för ett eget företag i branschen. Hans specialitet var industrifotografering.